# Nereidum Fretum
Nereidum Fretum  è una caratteristica di albedo della superficie di Marte.